# ATP Tour 2005
In der folgenden Tabelle werden die Turniere der professionellen Herrentennis-Saison 2005 (ATP-Tour) dargestellt.

## Turnierplan
| Ort                 | Land                         | Turnier                                      | Serie                     | Belag¹        | Sieger            |
| ------------------- | ---------------------------- | -------------------------------------------- | ------------------------- | ------------- | ----------------- |
| Doha                | Katar                        | Qatar Open                                   | International Series      | Hartplatz     | Roger Federer     |
| Chennai             | Indien                       | Chennai Open                                 | International Series      | Hartplatz     | Carlos Moyá       |
| Adelaide            | Australien                   | Next Generation Hardcourts                   | International Series      | Hartplatz     | Joachim Johansson |
| Sydney              | Australien                   | Medibank Private International               | International Series      | Hartplatz     | Lleyton Hewitt    |
| Auckland            | Neuseeland                   | Heineken Open                                | International Series      | Hartplatz     | Fernando González |
| Melbourne           | Australien                   | Australian Open                              | Grand Slam                | Hartplatz     | Marat Safin       |
| Viña del Mar        | Chile                        | BellSouth Open                               | International Series      | Sand          | Gastón Gaudio     |
| Delray Beach        | Vereinigte Staaten           | International Tennis Championships           | International Series      | Hartplatz     | Xavier Malisse    |
| Mailand             | Italien                      | Milan Indoors                                | International Series      | Teppich (i)   | Robin Söderling   |
| Buenos Aires        | Argentinien                  | Argentina Open                               | International Series      | Sand          | Gastón Gaudio     |
| San Jose            | Vereinigte Staaten           | SAP Open                                     | International Series      | Hartplatz (i) | Andy Roddick      |
| Marseille           | Frankreich                   | Open 13                                      | International Series      | Hartplatz (i) | Joachim Johansson |
| Memphis (Tennessee) | Vereinigte Staaten           | Kroger/St. Jude International                | International Series Gold | Hartplatz (i) | Kenneth Carlsen   |
| Rotterdam           | Niederlande                  | ABN/AMRO World Tennis Tournament             | International Series Gold | Hartplatz (i) | Roger Federer     |
| Costa do Sauípe     | Brasilien                    | Brasil Open                                  | International Series      | Sand          | Rafael Nadal      |
| Acapulco            | Mexiko                       | Abierto Mexicano Telefonica MoviStar         | International Series Gold | Sand          | Rafael Nadal      |
| Dubai               | Vereinigte Arabische Emirate | Dubai Open                                   | International Series Gold | Hartplatz     | Roger Federer     |
| Scottsdale          | Vereinigte Staaten           | Arizona Men’s Tennis Championships           | International Series      | Hartplatz     | Wayne Arthurs     |
| Indian Wells        | Vereinigte Staaten           | Pacific Life Open                            | ATP Masters Series        | Hartplatz     | Roger Federer     |
| Miami               | Vereinigte Staaten           | NASDAQ-100 Open                              | ATP Masters Series        | Hartplatz     | Roger Federer     |
| Casablanca          | Marokko                      | Grand Prix Hassan II                         | International Series      | Sand          | Mariano Puerta    |
| Valencia            | Spanien                      | Open de Tenis Comunidad Valenciana           | International Series      | Sand          | Igor Andrejew     |
| Monte Carlo         | Monaco                       | Tennis Masters Series Monte-Carlo            | ATP Masters Series        | Sand          | Rafael Nadal      |
| Houston             | Vereinigte Staaten           | US Men’s Clay Court Championships            | International Series      | Sand          | Andy Roddick      |
| Barcelona           | Spanien                      | Open SEAT Godó 2005                          | International Series Gold | Sand          | Rafael Nadal      |
| Estoril             | Portugal                     | Estoril Open                                 | International Series      | Sand          | Gastón Gaudio     |
| München             | Deutschland                  | BMW Open                                     | International Series      | Sand          | David Nalbandian  |
| Rom                 | Italien                      | Telecom Italia Masters                       | ATP Masters Series        | Sand          | Rafael Nadal      |
| Hamburg             | Deutschland                  | Tennis Masters Series Hamburg                | ATP Masters Series        | Sand          | Roger Federer     |
| St. Pölten          | Österreich                   | Internationaler Raiffeisen Grand Prix        | International Series      | Sand          | Nikolai Dawydenko |
| Düsseldorf          | Deutschland                  | ARAG ATP World Team Championship             | World Team Cup            | Sand          | Deutschland       |
| Paris               | Frankreich                   | French Open                                  | Grand Slam                | Sand          | Rafael Nadal      |
| Halle (Westf.)      | Deutschland                  | Gerry Weber Open                             | International Series      | Rasen         | Roger Federer     |
| London              | Vereinigtes Königreich       | The Stella Artois Grass Court Championships  | International Series      | Rasen         | Andy Roddick      |
| ’s-Hertogenbosch    | Niederlande                  | Ordina Open                                  | International Series      | Rasen         | Mario Ančić       |
| Nottingham          | Vereinigtes Königreich       | The 10tele.com Open                          | International Series      | Rasen         | Richard Gasquet   |
| Wimbledon, London   | Vereinigtes Königreich       | Wimbledon Championships                      | Grand Slam                | Rasen         | Roger Federer     |
| Gstaad              | Schweiz                      | Allianz Suisse Open                          | International Series      | Sand          | Gastón Gaudio     |
| Båstad              | Schweden                     | Synsam Swedish Open                          | International Series      | Sand          | Rafael Nadal      |
| Newport             | Vereinigte Staaten           | Campbell’s Hall of Fame Tennis Championships | International Series      | Rasen         | Greg Rusedski     |
| Stuttgart           | Deutschland                  | Mercedes Cup                                 | International Series Gold | Sand          | Rafael Nadal      |
| Indianapolis        | Vereinigte Staaten           | RCA Championships                            | International Series      | Hartplatz     | Robby Ginepri     |
| Amersfoort          | Niederlande                  | The Priority Telecom Open                    | International Series      | Sand          | Fernando González |
| Kitzbühel           | Österreich                   | Generali Open                                | International Series Gold | Sand          | Gastón Gaudio     |
| Los Angeles         | Vereinigte Staaten           | Mercedes-Benz Cup                            | International Series      | Hartplatz     | Andre Agassi      |
| Umag                | Kroatien                     | Croatia Open                                 | International Series      | Sand          | Guillermo Coria   |
| Washington, D.C.    | Vereinigte Staaten           | Legg Mason Tennis Classic                    | International Series      | Hartplatz     | Andy Roddick      |
| Sopot               | Polen                        | Idea Prokom Open                             | International Series      | Sand          | Gaël Monfils      |
| Montreal            | Kanada                       | Rogers Cup                                   | ATP Masters Series        | Hartplatz     | Rafael Nadal      |
| Cincinnati          | Vereinigte Staaten           | Western & Southern Financial Group Masters   | ATP Masters Series        | Hartplatz     | Roger Federer     |
| New Haven           | Vereinigte Staaten           | Pilot Pen Tennis                             | International Series      | Hartplatz     | James Blake       |
| New York City       | Vereinigte Staaten           | US Open                                      | Grand Slam                | Hartplatz     | Roger Federer     |
| Bukarest            | Rumänien                     | Open Romania                                 | International Series      | Sand          | Florent Serra     |
| Peking              | Volksrepublik China          | China Open                                   | International Series      | Hartplatz     | Rafael Nadal      |
| Ho-Chi-Minh-Stadt   | Vietnam                      | Vietnam Open                                 | International Series      | Teppich (i)   | Jonas Björkman    |
| Bangkok             | Thailand                     | Thailand Open                                | International Series      | Hartplatz     | Roger Federer     |
| Palermo             | Italien                      | Campionati Internazionali di Sicilia         | International Series      | Sand          | Igor Andrejew     |
| Tokio               | Japan                        | AIG Japan Open                               | International Series Gold | Hartplatz     | Wesley Moodie     |
| Metz                | Frankreich                   | Open de Moselle                              | International Series      | Hartplatz (i) | Ivan Ljubičić     |
| Wien                | Österreich                   | CA Tennis Trophy                             | International Series Gold | Hartplatz (i) | Ivan Ljubičić     |
| Stockholm           | Schweden                     | Stockholm Open                               | International Series      | Hartplatz (i) | James Blake       |
| Moskau              | Russland                     | Kremlin Cup                                  | International Series      | Teppich (i)   | Igor Andrejew     |
| Madrid              | Spanien                      | Tennis Masters Series Madrid                 | ATP Masters Series        | Hartplatz (i) | Rafael Nadal      |
| Basel               | Schweiz                      | Davidoff Swiss Indoors                       | International Series      | Teppich (i)   | Fernando González |
| Sankt Petersburg    | Russland                     | St. Petersburg Open                          | International Series      | Teppich (i)   | Thomas Johansson  |
| Lyon                | Frankreich                   | Grand Prix de Tennis de Lyon                 | International Series      | Teppich (i)   | Andy Roddick      |
| Paris               | Frankreich                   | BNP Paribas Masters                          | ATP Masters Series        | Teppich (i)   | Tomáš Berdych     |
| Shanghai            | Volksrepublik China          | Tennis Masters Cup                           | Tennis Masters Cup        | Teppich (i)   | David Nalbandian  |

¹ Das Kürzel „(i)“ (= indoor) bedeutet, dass das betreffende Turnier in einer Halle ausgetragen wird.